# Domenico Caliandro

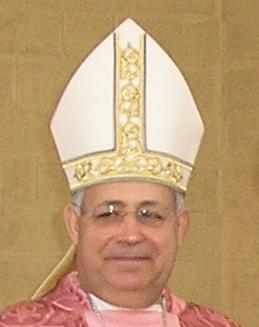
Domenico Caliandro als Bischof von Nardò-Gallipoli (2008)

Erzbischofswappen (seit 2012)

Domenico Caliandro (* 5. September 1947 in Ceglie Messapico, Provinz Brindisi) ist ein italienischer Geistlicher und emeritierter römisch-katholischer Erzbischof von Brindisi-Ostuni.

## Leben
Domenico Caliandro empfing am 31. Oktober 1970 die Diakonenweihe und am 18. März 1971 die Priesterweihe.
Papst Johannes Paul II. ernannte ihn am 23. April 1993 zum Bischof von Ugento-Santa Maria di Leuca. Die Bischofsweihe spendete ihm der Bischof von Oria, Armando Franco, am 28. Juni desselben Jahres; Mitkonsekratoren waren Andrea Mariano Magrassi OSB, Erzbischof von Bari-Bitonto, und Cosmo Francesco Ruppi, Erzbischof von Lecce. Als Wahlspruch wählte er Sicut oliva in fidelitate domini.
Am 13. Mai 2000 ernannte ihn Johannes Paul II. zum Bischof von Nardò-Gallipoli. Die Amtseinführung (Inthronisation) fand am 3. Juli desselben Jahres statt.
Papst Benedikt XVI. ernannte ihn am 20. Oktober 2012 zum Erzbischof von Brindisi-Ostuni. Am 9. Dezember 2022 nahm Papst Franziskus das von Domenico Caliandro aus Altersgründen vorgebrachte Rücktrittsgesuch an.